# Чота-чардхам
Чардхам (англ. Char Dham, санскр. चार धाम) — наиболее важный индуистский паломнический маршрут в индийских Гималаях, который принято называть Чота-чардхам («малый чардхам»). Расположен в регионе Гархвал штата Уттаракханд, который ранее был северо-западной частью штата Уттар-Прадеш. Маршрут проходит через четыре места паломничества индуизма — Ямунотри, Ганготри, Кедарнатх и Бадринатх. Бадринатх также является одним из четырёх мест более крупного вайшнавского паломнического маршрута Чардхама.
Чар-дхамом изначально называли знаменитый паломнический маршрут в четыре святые места индуизма, расположенные на разных концах Индийского субконтинента — Пури, Рамешварам, Дварка и Бадринатх. Принято считать, что традицию паломничества в Чар-дхам начал индуистский философ и реформатор VIII века Шанкара. Только позднее, последнее из четырёх мест Чар-дхама, Бадринатх, стал основным святым местом гималайского паломнического маршрута, который стали называть «малым Чар-дхамом».